# Regola del quoziente
In analisi matematica, la regola del quoziente è una regola di derivazione che permette di calcolare la derivata del quoziente di due funzioni derivabili.

## Definizione
La derivata del rapporto fra due funzioni è un rapporto avente come numeratore la derivata del numeratore per il denominatore meno la derivata del denominatore per il numeratore, e come denominatore il quadrato del denominatore originario.
{\displaystyle D{\frac {f(x)}{g(x)}}={\frac {f'(x)g(x)-f(x)g'(x)}{[g(x)]^{2}}}}
D[f(x)] e f'(x) sono notazioni che indicano il medesimo significato di derivata.
È necessario che g(x), essendo al denominatore, non si annulli mai nell'intervallo o nel punto interessato dal calcolo per non rendere indefinito il risultato.
La regola del quoziente però può anche essere considerata un caso particolare della regola del prodotto - anch'essa utilizzata per la derivazione - con secondo fattore 1/g(x), solo che spesso torna più facile ai fini del calcolo per la maggior complicanza della derivata dell'inversa.

## Dimostrazione tramite il rapporto incrementale
Applicando la definizione di derivata, come limite del rapporto incrementale:
{\displaystyle F'(x)=\lim _{h\to 0}{\frac {F(x+h)-F(x)}{h}}\qquad \qquad (1)}
Si deriva, ipotizzando entrambe le funzioni f(x) e g(x) derivabili in x e g(x) non nulla, che:
{\displaystyle \lim _{h\to 0}{\frac {{\frac {f(x+h)}{g(x+h)}}-{\frac {f(x)}{g(x)}}}{h}}=\left[{\frac {f(x+h)}{g(x+h)}}-{\frac {f(x)}{g(x)}}\right]\cdot {\frac {1}{h}}}
Si riduce tutto al minimo comune multiplo:
{\displaystyle \lim _{h\to 0}{\frac {f(x+h)g(x)-f(x)g(x+h)}{g(x)g(x+h)}}\cdot {\frac {1}{h}}}
Ora aggiungiamo e togliamo f(x)g(x):
{\displaystyle \lim _{h\to 0}{\frac {f(x+h)g(x)-f(x)g(x)+f(x)g(x)-f(x)g(x+h)}{g(x)g(x+h)}}\cdot {\frac {1}{h}}}
Raccogliendo f(x) e g(x) e sistemando i numeratori si viene a
{\displaystyle \lim _{h\to 0}{\frac {g(x){\frac {f(x+h)-f(x)}{h}}\;-\;f(x){\frac {g(x+h)-g(x)}{h}}}{g(x)g(x+h)}}}
Siccome g(x) è, per ipotesi, non nulla e derivabile in x, quindi è qui anche continua:
{\displaystyle \lim _{h\to 0}g(x+h)=g(x)}.
Per la (1), si conclude che:
{\displaystyle \lim _{h\to 0}{\frac {f(x+h)-f(x)}{h}}=f'(x)}
{\displaystyle \lim _{h\to 0}{\frac {g(x+h)-g(x)}{h}}=g'(x)}
e quindi {\displaystyle {\frac {f'(x)g(x)-f(x)g'(x)}{[g(x)]^{2}}}} cvd.

## Dimostrazione tramite la regola del prodotto
Applicando la regola del prodotto e la regola della funzione reciproca, si ha:
{\displaystyle D{\frac {f(x)}{g(x)}}\;=\;D\left[f(x)\cdot {\frac {1}{g(x)}}\right]\;=\;f'(x)\cdot {\frac {1}{g(x)}}+f(x)\cdot {\frac {-g'(x)}{g^{2}(x)}}\;=\;{\frac {f'(x)g(x)-f(x)g'(x)}{g^{2}(x)}}}
e si conclude.
Ad esempio: {\displaystyle \;\;\;D\tan x=D{\frac {\sin x}{\cos x}}={\frac {\cos ^{2}x+\sin ^{2}x}{\cos ^{2}x}}={\frac {1}{\cos ^{2}x}}=1+\tan ^{2}x}